# Felix Claar
Felix Niklas Claar, född 5 januari 1997 i Norrköping, är en svensk handbollsspelare, som spelar i anfall som mittnia. Han blev utsedd till Årets handbollsspelare i Sverige 2024.

## Karriär
Felix Claar föddes i Norrköping och började spela handboll i Norrköpings HK. Den klubben lämnade han när han var 16 år och började studera på Katrinelunds riksidrottsgymnasium i Göteborg. Samtidigt värvades han av elitlaget Alingsås HK. I Alingsås debuterade han redan som 16-åring 2013, och var med och tog SM-guld med Alingsås 2014. 2015 förlängde han sitt kontrakt med Alingsås med tre år. Följande år fick han spela i Champions League. I Alingsås juniorlag var han med och tog JSM-silver, kom med i junior-SM:s "All-star team" och blev utsedd till turneringens mest värdefulla spelare. 2016 i maj fick han utmärkelsen Årets komet. Han spelade i Alingsås till 2020, då han gick över till Aalborg Håndbold. I Aalborg kom han att bli en av de största profilerna i både laget och ligan. Säsongen 2021/22 kom han med i Danska ligans All-Star Team. 
Sedan sommaren 2023 har han ett treårigt kontrakt med tyska topplaget SC Magdeburg.

## Landslagsspel
Felix Claar spelade 37 matcher och gjorde 122 mål i J-landslaget, och 18 matcher och 74 mål i U-landslaget. Han var uttagen i truppen till U21-VM 2017, men var tvungen att avstå på grund av skada. Dessförinnan, i juni 2017, debuterade Claar i A-landslaget. Claar mästerskapsdebuterade i VM 2021 i Egypten och var med om att vinna VM-silver 2021. Han deltog även i OS 2020 i Tokyo.

## Meriter
Med klubblag
- EHF Champions League:
  -  2021 med Aalborg Håndbold
- IHF Super Globe:
  -  2023 med SC Magdeburg
  -  2021 med Aalborg Håndbold
- DHB-Pokal:
  -  2024 med SC Magdeburg
- Tysk mästare:
  -  2024 med SC Magdeburg
- Danska mästerskapet:
  -  2021 med Aalborg Håndbold
  -  2022 och 2023 med Aalborg Håndbold
- Danska cupen:
  -  2021 med Aalborg Håndbold
  -  2020 med Aalborg Håndbold
- Danska Supercupen:
  -  2020, 2021 och 2022 med Aalborg Håndbold
- Svensk mästare:
  -  2014 med Alingsås HK
  -  2019 med Alingsås HK

Med landslag
- VM 2021
- EM 2022
- EM 2024

Individuella utmärkelser
- Årets handbollsspelare i Sverige 2024[12]
- All-Star team Danska ligan 2021/22[9]
- All-Star team Handbollsligan 2019/20
- MVP Handbollsligan 2018/19 och 2019/20
- All-Star team Junior-SM 2016[12]
- MVP Junior-SM 2016[12]
- Årets komet 2016